# Estrela da Liberdade Alves Faria
Estrela da Liberdade Alves Faria, née le 9 octobre 1910 à Évora, et morte en 1976 à Lisbonne, est une peintre, illustratrice et dessinatrice en décoration.

## Biographie
Estrela da Liberdade Alves Faria naît le 9 octobre 1910 à Évora.
Après des études artistiques au Portugal, Estrela Faria fréquente l'école des beaux-arts de Paris en 1939. En 1948, il reçoit une bourse du gouvernement portugais pour poursuivre ses études à Paris.
Elle participe à de nombreuses expositions en France et au Portugal et obtient de nombreux prix.
Estrela Faria meurt en 1976.